# Carsten Gerhardt
Carsten Gerhardt (* 1968 in Wuppertal) ist ein deutscher Unternehmensberater sowie Initiator und Vorsitzender der Wuppertalbewegung.

## Leben
Carsten Gerhardt studierte Physik, Mathematik und Anglistik an der Universität Wuppertal und am Bethel College in Kansas. Danach promovierte er in Theoretischer Festkörperphysik an der Universität Laval in Québec und der Universität Wuppertal. Zudem absolvierte er einen Fernstudiengang im Bereich Wirtschaftswissenschaften.
Ab 1998 arbeitete Gerhardt als Unternehmensberater für die Boston Consulting Group. 2008 wechselte er in die erweiterte Geschäftsführung der Unternehmensberatung A.T. Kearney, wo er für den Bereich Nachhaltigkeit verantwortlich zeichnet.
Gerhardt ist Initiator und Vorsitzender des seit 2006 bestehenden Vereins Wuppertalbewegung. Das Kernziel des Vereins ist die Reaktivierung der durch Wuppertal verlaufenden stillgelegten Nordbahntrasse als Rad- und Freizeitweg, der 2014 der Öffentlichkeit zur durchgängigen Befahrung übergeben wurde. Das Projekt wurde 2015 mit dem Deutschen Fahrradpreis in der Kategorie „Infrastruktur“ ausgezeichnet.
2016 wurde Gerhardt für sein Engagement der Ehrenring der Stadt Wuppertal verliehen. 2017 zeichnete der Landschaftsverband Rheinland Gerhardt für sein Engagement im Bereich der Landschaftspflege und der Kultur mit dem Rheinlandtaler aus.
Gerhardt gründete 2020 die Initiative Circular Valley mit dem Ziel, die Rhein-Ruhr-Region als globales Zentrum der Kreislaufwirtschaft zu etablieren. 2022 wurde die Initiative mit dem Wuppertaler Wirtschaftspreis in der Kategorie Stadtmarketing ausgezeichnet.